# 2003年德國聯賽盃
2003年德國聯賽盃為第七屆舉行的德國聯賽盃，於2003年7月16日至7月28日進行，賽事由2002至03年德國甲組足球聯賽首五名及德國盃冠軍參加，但由於拜仁慕尼黑上季同時奪得聯賽及德國盃冠軍，因此需要另一個名額補上，基於聯賽第六至八名雲達不萊梅、沙尔克04及禾夫斯堡分別應付歐洲足協盃及圖圖盃，結果由聯賽第九名波鸿取代。最後決賽上屆聯賽殿軍漢堡擊敗多特蒙德首度奪標。

## 參賽球會
- 拜仁慕尼黑（德甲聯賽及德國盃冠軍）
- 斯图加特（德甲聯賽亞軍）
- 多特蒙德（德甲聯賽季軍）
- 漢堡（德甲聯賽殿軍）
- 柏林赫塔（德甲聯賽第五名）
- 波鸿（德甲聯賽第九名）

## 賽事

### 半準決賽
| 7月16日 20:30 | 多特蒙德 | 2 : 1 | 波鸿     | 华登舒特 |
| 7月17日 20:30 | 漢堡     | 2 : 1 | 柏林赫塔 | 狄索     |

### 準決賽
| 7月21日 19:45 | 史特加     | 0 : 1         | 多特蒙德 | 阿倫 |
| 7月22日 20:30 | 拜仁慕尼黑 | 2 : 0 (1 : 4) | 漢堡     | 耶拿 |

### 決賽
| 7月28日 20:30 | 多特蒙德 | 2 : 4 | 漢堡 | 緬恩斯 |

## 外部連結
- （德文） 德國聯賽盃官方網站